# 奧地利人
奧地利人（德語：Österreicher），是指所有擁有奧地利共和國國籍的公民，以奧地利德語為官方語言，擁有歐洲歷史上數量最多的音乐家、外交官和皇帝。雖然該國的語言和德意志民族非常接近，但国家认同卻與現代德国截然不同。
在奧地利德語中，奧地利人即奧地利的全體國民。英語中的“Austrians”一詞的意思幾經演變，17～18世紀指代奧地利哈布斯堡君主國之內的所有人口；19世紀前期(1804～1867年) ，指代奧地利帝國版圖內的公民；19世紀後期（1867～1918年）指代奧匈帝國中內萊塔尼亞的公民。最初，奧地利政府統治下的國民並沒有屬於自己的國家認同，只有住在維也納盆地的下奧地利州中的人才會自我认同为奧地利人。
長期以來，奧地利人經常被劃歸為德意志人。奧地利的領土在古代不僅包括捷克和匈牙利，還是神聖羅馬帝國和德意志聯邦裏面最強大的邦國，直到1866年的普奧戰爭才被普魯士逐出德國的版圖。但是，當德國於1871年成為一個單民族國家時，奧地利的國家認同就與德國分道二揚。1867年，奧地利帝國改革為奧匈帝國，採用了多民族-普世帝國的思考模式。1918年的第一次世界大戰末期，奧匈帝國旗下的各民族獨立，奧地利變為奧匈帝國政權的一個殘存國家，並取德意志-奧地利共和國（德語：Republik Deutschösterreich）為其國名，寄希望於加入德國。不過在1919年，協約國為了防止德國過強而簽訂《聖日耳曼昂萊條約》，禁止了奧德合併。隨後，德意志-奧地利解體，改國名為奧地利第一共和國。納粹德國於1938年否認了奧地利的獨立性，通過德奧合併，讓奧地利和德國達成了短暫的統一。
在納粹德國戰敗，以及二戰的歐洲部份結束後，一切泛德主義、想與德國加強連接的思想都被視為是納粹主義的遺毒，導致奧地利人不得不發展出自己獨立的民族主義，經過幾十年的義務教育，絕大多數奧地利人在今天已經不會認為自己是德國人。

## 历史
奧地利的語言和文化，与德国南部的巴伐利亚自由邦極度接近。這批講奥地利-巴伐利亚语的人形成了奧地利共和國及受其歷史文化影響地區中最主流的人口，而那些地區亦同時繼承了奧地利人的文化和血統。

### 原始時代到中世紀

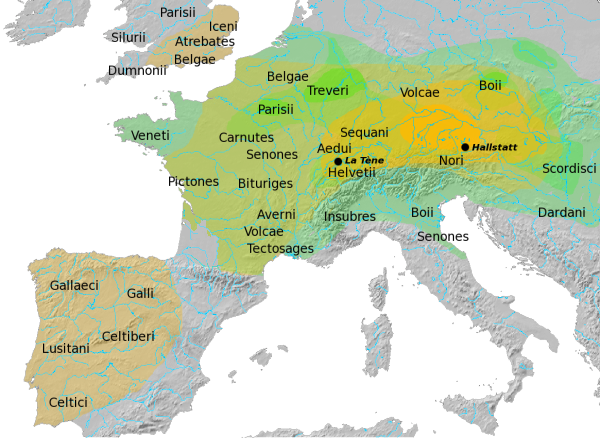
哈爾施塔特和拉泰納這兩個凱爾特文化在歐洲的範圍：
哈爾施塔特文化的核心領土以黃色實線顯示，正是位於現代的奧地利（公元前800年）
拉泰納文化是淡綠色的地區，這時候凱爾特文化已經擴散至全歐洲

今天奧地利的領土在羅馬時代被劃分為三塊，分別是“Noricum”、“Raetia”和“Pannonia”。Noricum是一個凱爾特民族建立的王國，Pannonii是遠古伊利里亞人的後裔，Raetians是一批沒有文字的高山原住民。Noricum屬於這三個當中文化程度最高的，奧地利的首都維也納也在這個王國的版圖之內；Raetians保存著古希臘時代的城邦形式，可能類似於伊特魯里亞人；Pannonia則還在原始部落階段。在6世紀的民族大移動時期，這些領土的大部份被巴伐利亞人佔領，奧地利西部的一小部份也被其他民族混居，例如福拉爾貝格州的阿勒曼尼人、蒂羅爾、東斯拉夫、卡蘭塔尼亞公國、匈人和阿瓦爾人。
奧地利正式的德意志化是在8世紀，以前的雷蒂亞和諾里庫姆的領土落入法蘭克王國加洛林王朝的統治之下，行政區劃被重新劃分為斯瓦比亞公國、巴伐利亞公國和卡蘭塔尼亞公國。到8世紀末，潘諾尼亞一直是阿瓦爾汗國的一部份。9世紀的“東方邊區”（Ostmark）是決定目前奧地利東部國界線的重要歷史時間，此時東法蘭克的德意志人、阿瓦爾人，和匈牙利的馬扎爾人的分界線變為三月河。雖然維也納自凱爾特時代就已經建城，叫作“Vindobona”，但直到中世紀中期這座城市才變得重要，而維也納就是以上述的三月河沿岸的定居點為中心才發展起來的。
955年，匈牙利的馬扎爾人在萊希費爾德戰役中戰敗後，奧地利的疆域就基本固定，成為神聖羅馬帝國之最東端，北接捷克的摩拉維亞，東接遊牧轉定居的匈牙利王國。到了中世紀晚期和近代早期，說著奧地利-巴伐利亞語的人成為奧地利人口的大多數，並呈現出相同的習俗特徵。他們代表整個德意志民族與北部的西斯拉夫人（波蘭人、捷克人、斯洛伐克人）、南斯拉夫人（斯洛文尼亞人、克羅地亞人）進行接觸，尤其適應和匈牙利人共生。
奧地利的統治者在這個時期也經常變化，各個領土（即巴伐利亞、斯瓦比亞和卡林西亞）的統一是一個漸進的過程，最初他們屬於神聖羅馬帝國的下議院管轄，12-13世紀屬於巴本堡王朝，1278年後以及整個14～15世紀屬於哈布斯堡王朝。因為和那麼多不同的民族接觸，所以在近代早期之前，這些地區的不同人僅僅是“奧地利土地上的人口”，並不是“奧地利人”，當時也沒產生獨立的“奧地利人”的概念。

### 近代早期

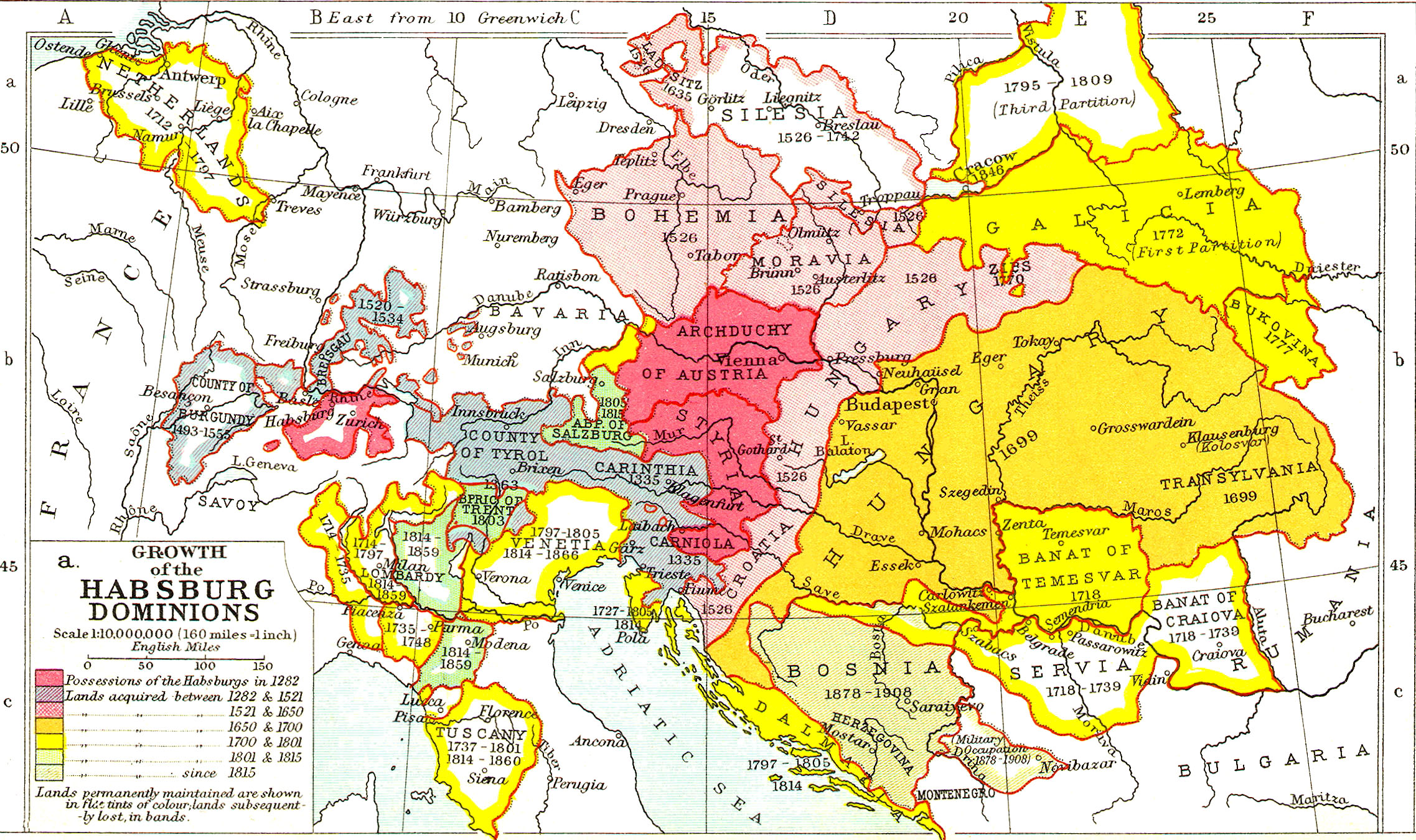
哈布斯堡王朝獲得於失去的領土總計

自中世紀晚期到近代早期，奧地利終於穩定的只屬於一個主人，即統領著歐洲大片遼闊領土的哈布斯堡王朝。原本哈布斯堡家族發源於現在的瑞士鷹之堡，幾經輾轉，從瑞士脫離，成為了奧地利當地的領主。在1526年，哈布斯堡家族獲得了匈牙利和波希米亞（即現在的捷克）這兩塊土地後，大大提高了他們在歐洲的地位。受到奧地利的殖民影響，週邊民族都被不同程度的同化。匈牙利在保留自己文化的方面上更成功，而捷克由於三面被說德語的國家包圍，經歷了一段德意志人的移民潮，捷克的領導階級最終被德意志人同化，奧地利的克恩頓州、施蒂利亞州和蒂羅爾州也開始以德語為母語。雖然捷克和匈牙利對德國毫無認同，但更喜歡接受奧地利的統治，以至於18世紀中葉，它們願意聽從維也納所設立的中央政府的命令。
當時，奧地利人一詞用於識別“Domus Austriae”的臣民，哈布斯堡王朝在歐洲又被稱為奧地利王朝，不管他們的種族、國家和血統如何，均叫奧地利人。值得注意的是，奧地利不是一個統一的國家。雖然哈布斯堡王朝統治的所有土地都會被叫成“奧地利”，但實際上這些土地都擁有不同程度的自治權，相當於半獨立的小國，其中有些還是更大國家的一部份，即神聖羅馬帝國。這個帝國的皇位在後半段一直被哈布斯堡家族壟斷，所以哈布斯堡家族既是奧地利的主人，也是全神羅的主人。然而，到了18世紀下半葉，在奧地利的瑪麗亞·特蕾莎和她的兒子約瑟夫二世的統治下，奧地利逐漸擺脫地方分權的模式，進入一個日益集權的時期。
在法國大革命和拿破崙戰爭後，皇帝弗朗茨二世於1804年正式將哈布斯堡所有領土合併為奧地利帝國，而他自己則成為了第一代奧地利皇帝。此時，奧地利各個領土上的公民才第一次成為“奧地利人”。然而，由於奧地利長期凌駕於整個德國之上，所以並未和普魯士、巴伐利亞等其它德意志國家一樣培養出單一的民族認同；作為結果，1866年普魯士在普奧戰爭打敗奧地利後，奧托·馮·俾斯麥就立刻把奧地利排斥在德國的定義之外。1871年，實際由普魯士控制的德意志帝國成立，正式和奧地利帝國成為兩個不同的國家。
奧地利在1866年被排除在德國之外後，次年，奧地利就邀請匈牙利和自己共組一個二元制的國家，史稱奧匈帝國。這個重大變化在1867年實現，奧地利帝國允許其體內的匈牙利王國獨立，兩者平等的聯合為一個聯邦制的國家，一起奉哈布斯堡王朝的法蘭茲·約瑟夫一世為共同君主。“奧地利皇帝”和“匈牙利使徒國王”是同一個級別。奧匈帝國中奧地利的那一半，由王室的直轄領土拼湊而成，即現代奧地利、捷克共和國、斯洛文尼亞、波蘭、烏克蘭、意大利和克羅地亞，它們由1867年的共同憲法綁定在一起。憲法中明確定義這個範圍之內所有臣民都統一叫“奧地利公民”，享有相同的基本人權。這些領土沒有一個官方稱呼，直到1915年初，它們才被奧匈政府正式規定叫“在帝國議會中有代表的王國和國家”。因為名稱太長，政客們使用更簡單的“內萊塔尼亞（Cisleithania）”叫它，而匈牙利使徒王國則被叫做“外萊塔尼亞（Transleithania）”。奧匈的普通公眾則依舊稱自己為奧地利帝國，1915年末，議會制的奧地利政府也正式允許公民以“奧地利帝國國民”自稱。

### 1955年之後的奥地利共和国

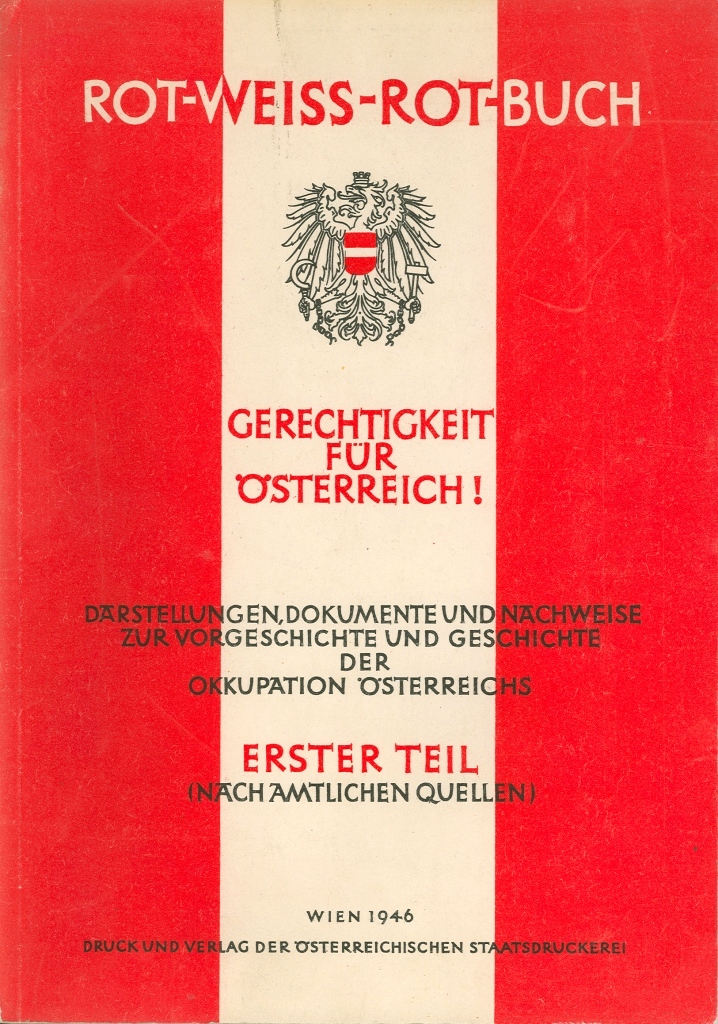
《紅白紅之書》，1946年由奧地利外交部認真出版的書籍，該書詳細描述了奧地利第二共和國的創始人對德奧合併（1938-1945 年）的負面，被當作奧地利自主意識抬頭的第一份紙本文件。

第二次世界大戰於1945年結束，奧地利重新从德国独立，但二战同盟国一直佔領奥地利到1955年。當時奧地利與盟國簽署了《奧地利國家條約》，以官方文件的形式結束了佔領，在国际上承认恢復奧地利的国家主權。1945年之後，仍然有大批奧地利人自認為是德國人，奧地利政府需要很长一段時間來创造新的奧地利民族主義。在1956年的一項民調中，有高達46%的奧地利人自認為是德國人，但这个比例已经比19世纪和纳粹德国时代有明显下降。到了1964年，另一項民調顯示，只有15%的奧地利人自認為是德國人了。
相比之下，奧地利的政治精英明顯更喜欢独立，不像普通奧地利人那樣還對德國存有依戀。他們不断在媒体中提及集中營裏的恐怖經歷，激發了奧地利的学术界、文艺界和军医教界对德國的痛恨情緒。克萊斯勒（Kreissler）在1993年寫道：“经历过第三帝國的漫長黑夜，奧地利人才意識到幸福、人權和自由比什麼民族主義更重要”。从此，奧地利人对他們的德國鄰居的态度就发生逆转，明确的将自己與德国分開。大批歷史學家基於《莫斯科宣言》而开始尋找奥地利是独立國家的證據，从文化成就、地緣政治中立、語言差異、哈布斯堡王朝的遺產、以及19世紀末德奥兩帝國的共存中汲取靈感。最明显的證據是：德意志帝國这个完全屬於德国人的单一民族国家，它自己先排斥了奧地利的加入；而奥地利随後就放棄了單民族國家的理念，进入多民族的奧匈帝國时代，該以“普世帝國”為其理念，與德國式的同化政策完全不同。而且，既使奧德兩帝國的意識形態相差巨大，但它們依然和平並存了47年之久。所以，奧地利人不應該在二戰中被定罪，而是作為納粹德國的受害者而受到優待。儘管仍然有一些歷史學家稱這個“奥地利受害者論”是一個彌天大謊，认为德意志帝国只是“小德意志”（Kleindeutsche Lösung），並質疑當時的奧地利的國家認同是否真的存在。
與20世紀早期不同，1987年後，奧地利平民的國家認同趨於固定，只有6%的奧地利人會自認為是“德國人”。2006年，有超過90%的奧地利人認為自己是一個獨立的國家，並覺得奧地利附屬於德國的理論荒謬可笑。奧地利作為一個獨立的國家而存在與中歐，其邏輯不再混亂，國際社會對奧地利的看法更多的會和澳大利亞聯繫在一起，而非德國。最後，認為奧地利人是一個獨立民族的支持者在1996年終於找到決定性證據，考古發現證明，一開始居住在現代奧地利共和國版圖內的是凱爾特人，奧地利也擁有時間最早的凱爾特文物。凱爾特奧地利先是在羅馬人的統治下被羅馬化，又在原始日耳曼人東擴後被德意志化。當代奧地利政府其對擁有的凱爾特文化遺產感到自豪，並積極宣傳，奧地利各處都四散著凱爾特文化的博物館，其數量位居世界第一。
奧地利在哈布斯堡帝國的統治過程中成為了多元文化的聚集地，其舊疆域異常遼闊，到了現代也還在發揮著作用。許多來自斯洛文尼亞、捷克、匈牙利、斯洛伐克、羅馬尼亞和波蘭的移民都匯聚在維也納。在冷戰結束後，奧地利與鄰國德國一樣，越來越多的移民改變了原本單民族的人口，大量來自土耳其、克羅地亞和塞爾維亞的新移民在2010年成為奧地利公民。

## 外部連結
- everyculture.com 關於奧地利文化的文章 （页面存档备份，存于）